# Christelle Paul
Christelle Paul (geboren 2003 oder 2004) ist eine haitianische Leichtathletin und Behindertensportlerin. Sie repräsentierte Haiti bei den Special Olympics World Summer Games 2015 in Los Angeles, den  Special Olympics World Summer Games 2019 in Abu Dhabi und den Special Olympics World Summer Games 2023 in Berlin im Bereich Laufen. Bei all diesen Weltspielen gewann sie Gold- bzw. Silbermedaillen.

## Leben und sportliche Erfolge
Nach Aussage der Leiterin der haitianischen Delegation 2023 Bertrovna Bourdeau lebt Paul in einer der Roten Zonen. Da diese von Banden beherrscht würden, könnten die Menschen sich dort nicht frei bewegen und die Trainingsmöglichkeiten seien sehr eingeschränkt. Nur wenige Schulen hätten Sportanlagen. Trainiert werde daher nur außerhalb der Roten Zonen. Wegen der hohen Entführungsgefahr sei selbst das nicht immer möglich.
2015 qualifizierte Paul sich für die Special Olympics World Summer Games in Los Angeles und gewann dort zwei Goldmedaillen und eine Silbermedaille. Im Alter von 15 Jahren nahm Paul an den Special Olympics World Summer Games 2019 in Abu Dhabi teil und erwarb dort im 100-Meter-Lauf in der Klasse F02 mit 17,41 Sekunden eine Silbermedaille.
Ihre Teilnahme an den Special Olympics USA Games 2022 brachte ihr eine weitere Silbermedaille ein.
Bei den Special Olympics World Summer Games 2023 in Berlin errang sie im Alter von 19 Jahren im 200-Meter-Lauf in Level A, Leistungsklasse F03 mit 36,29 Sekunden die Silbermedaille. Die Gold- und die Bronzemedaille gingen an ihre Teamkolleginnen Renia Joseph und Widjmy Charles. Über 100 Meter Level A, Leistungsklasse F 05 belegte Paul mit 17,12 Sekunden den achten Platz.